# Cats (película)
Cats es una película británica-estadounidense de comedia dramática, fantasía, musical y animación basada en el musical homónimo, que a su vez se basó en El libro de los gatos habilidosos del viejo Possum de T. S. Eliot. Fue dirigida por Tom Hooper, su segunda película musical después de Los miserables (2012), y protagonizada por Jennifer Hudson, Francesca Hayward, James Corden, Idris Elba, Taylor Swift, Rebel Wilson, Jason Derulo, Ian McKellen y Judi Dench. La película estrenó el 20 de diciembre de 2019 bajo la distribución de Universal Pictures.
La película fue ampliamente criticada por los expertos. En el sitio Rotten Tomatoes tuvo una aprobación del 20%, mientras que en Metacritic acumuló 32 puntos de 100. La mayoría de los expertos criticaron principalmente el guion, el cual fue descrito como «monótono» y «sin sentido», además de criticar los efectos especiales ya que visualmente eran «horrorosos» y «poco cohesivos». La actuación del elenco tuvo una respuesta ambivalente, con Elba y Swift siendo las únicas en tener críticas positivas. La música en su mayoría tuvo buenos comentarios, pero el canto y los números de baile fueron también mal recibidos.
Además de ello, la película tuvo un costo de producción de $95 millones y una recaudación en taquilla de solo $74 millones, por lo que generó pérdidas al estudio de $113 millones, siendo el tercer mayor fracaso del 2019. Además de ello, ganó seis categorías en los Golden Raspberry Awards de 2020, entre estos peor película, peor director y peor guion. Por otra parte, el tema «Beautiful Ghosts», escrito por Swift y Andrew Lloyd Webber, recibió una nominación como Mejor Canción Original en los Golden Globe Awards de 2020.

## Sinopsis
Durante una sola noche, una tribu de gatos llamada Jellicles toma lo que se conoce como "la elección de Jellicle" y decide qué gato ascenderá a la capa Heaviside y volverá a una nueva vida. 

## Reparto
- Francesca Hayward como Victoria.
- James Corden como Bustopher Jones.
- Judi Dench como Old Deuteronomy.
- Jason Derulo como Rum Tum Tugger.
- Idris Elba como Macavity.
- Jennifer Hudson como Grizabella.
- Ian McKellen como Gus: el Gato Teatro.
- Taylor Swift como Bombalurina.
- Rebel Wilson como Jennyanydots.
- Jaih Betote como Coricopat.
- Les Twins como Plato y Sócrates.
- Jonadette Carpio como Jemima.
- Danny Collins como Mungojerrie.
- Laurie Davidson como Mr. Mistoffelee
- Mette Towley como Cassandra.
- Steven McRae como Skimbleshanks.
- Robbie Fairchild como Munkustrap.

## Producción

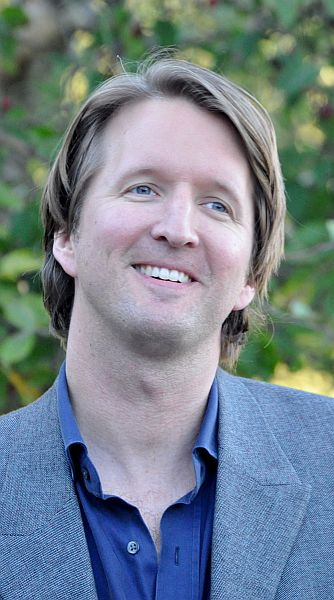
Cats fue el segundo musical dirigido por Tom Hooper tras Los miserables (2012).

### Preproducción
Los planes para una adaptación a película de animación basada en el musical fueron planeados por Amblimation en la década de 1990, pero se abandonaron con el cierre del estudio. En diciembre de 2013, Andrew Lloyd Webber, creador y compositor de la producción teatral musical Cats, anunció que Universal Studios, que compró los derechos de adaptación cinematográfica de Cats hace muchos años, estaba poniendo en marcha el proyecto. En febrero de 2016, se informó que Tom Hooper estaba en negociaciones para dirigir la película, y estaba considerando actrices, incluida Suki Waterhouse, que originalmente iba a protagonizarla. En mayo de 2016, Hooper fue confirmado como director.
En enero de 2018, Hooper y Working Title comenzaron oficialmente el casting de la película, mientras que también analizaban el aspecto técnico de si la película sería de imagen real, generada por computadora o una mezcla de ambas, con Andrew Lloyd Webber anunciando que estaría escribiendo una nueva canción para la adaptación de la película.

### Castingy filmación
En junio de 2018, hubo informes de que Anne Hathaway y Rihanna fueron consideradas para interpretar papeles de las gatos en la película, pero ambas se descartaron en 2017 debido a conflictos en la fecha de estreno. En julio de 2018 se confirmó que Jennifer Hudson, Taylor Swift, James Corden e Ian McKellen se unieron al elenco. La filmación comenzó solo dos meses después.
En septiembre, Laurie Davidson y Mette Towley se unieron al elenco, mientras que Steven Spielberg fue anunciado como productor ejecutivo. Un mes después, Idris Elba y Judi Dench también se unieron al elenco de la película. En noviembre, las bailarinas de ballet Francesca Hayward y Steven McRae, así como Rebel Wilson, el cantante Jason Derulo y Robert Fairchild se unieron al reparto de la película con ensayos comenzando en Leavesden Studios en Hertfordshire, Reino Unido. Tiempo después se reveló que Andy Blankenbuehler dirigiría la coreografía de la película, después de que Wayne McGregor se vio obligado a retirarse debido a "conflictos de agenda". En diciembre, Les Twins y Eric Underwood se integraron al reparto.
La fotografía principal comenzó el 12 de diciembre de 2018 y concluyó el 2 de abril de 2019.

### Música
Casi toda la música de la película fue directamente extraída del musical original, con la canción «Beautiful Ghosts» siendo el único tema escrito para el filme. Andrew Lloyd Webber fue el encargado de supervisar las adaptaciones y el uso de la música a lo largo del filme, que contiene un total de 23 números musicales. Una edición especial de la banda sonora, la cual contiene las 15 canciones más relevantes, fue lanzada el 20 de diciembre de 2019 bajo el sello de Polydor Records a nivel mundial y Republic Records en los Estados Unidos. Una versión de «Beautiful Ghosts» cantada por Taylor Swift fue lanzada el 15 de noviembre de 2019 como sencillo y también fue incluida dentro de dicha banda sonora.

## Lanzamiento y promoción
Cats fue lanzada oficialmente el 20 de diciembre de 2019 en los cines de los Estados Unidos y el Reino Unido bajo la distribución de Universal Pictures. De acuerdo con Tom Hooper, director de la película, la cinta no estuvo lista sino hasta el día antes de su lanzamiento oficial. Sin embargo, tras las malas críticas, Hooper y el resto del equipo creativo continuaron trabajando en los efectos especiales y una nueva versión de la película fue lanzada a la semana siguiente con varios fallos técnicos corregidos.
La revista Deadline Hollywood estimó que Universal Pictures gastó aproximadamente $131 millones en publicidad para Cats. Inicialmente, la película fue una de las candidatas principales de Universal para ser considerada a los premios Óscar de 2020. El 16 de diciembre de 2019, la Academia de las Artes y las Ciencias Cinematográficas reveló la lista de los finalistas de nueve categorías, entre las cuales, Cats solo figuró en la categoría de mejores efectos visuales. Varios medios se sorprendieron al ver que el tema «Beautiful Ghosts» no estuvo entre las finalistas en la categoría de mejor canción original, por lo cual no podría optar a la nominación. Con tan solo una posible nominación, Universal decidió remover Cats de la lista de consideraciones de los premios y del servicio de streaming exclusivo de los miembros de la Academia, a pesar de que la Academia permitiría que la nueva versión con las correcciones visuales compitiera.

## Recepción

### Rendimiento comercial
Cats ha recaudado $74 413 409 a nivel mundial, divididos en $27 166 770 en los Estados Unidos y $47 246 639 en el resto del mundo. De acuerdo con Deadline Hollywood, la película generó pérdidas al estudio de $113.6 millones, con lo que fue el tercer mayor fracaso del 2019.
Inicialmente, los expertos pronosticaban que Cats debutaría en la taquilla estadounidense con una recaudación de entre 15 y 20 millones de dólares en su primer fin de semana. Sin embargo, tras la mala recepción crítica, dichos pronósticos disminuyeron drásticamente a entre 6 y 7 millones. La película recaudó 2.6 millones en su primer día. Durante su primer fin de semana, recaudó 6.6 millones, con lo que no cumplió las expectativas de los expertos. Con ello, se posicionó en el cuarto puesto de la taquilla de ese fin de semana y marcó uno de los peores debut en la historia.

### Comentarios de la crítica
Cats fue ampliamente criticada por los expertos. En el sitio Rotten Tomatoes, tuvo un porcentaje de aprobación del 19 % basado en la opinión de 289 críticos. El consenso del sitio fue: «A pesar de su formidable elenco, esta adaptación de Cats es un desastroso error que dejará a los espectadores rogando que le pongan fin a su miseria». En Metacritic, acumuló 32 puntos de 100 sobre la base de 50 reseñas profesionales. La película fue igualmente criticada por la audiencia, quienes le dieron 0.5 estrellas de 5 en PostTrak y una nota de C+ en CinemaScore.
Peter Travers de la revista Rolling Stone le dio una calificación de cero puntos y describió la película como «monótona», además de mencionar que la historia «carece de sentido» y las escenas musicales en general son «terribles» y «poco memorables». El crítico también dijo: «Este desastroso intento de traer el exitoso musical de Broadway de Andrew Lloyd Webber a la gran pantalla es fácilmente la peor película del año y es una fuerte contrincante para ser considerada la peor de la década». Matthew Dougherty de IGN afirmó que los efectos especiales de la película son «catastróficos» y sostuvo que los números de baile se sienten «planos» y «poco naturales», lo cual empeora aún más con la «terrible edición». Chris Hunneysett de Daily Mirror la calificó con dos estrellas de cinco y afirmó que lo único rescatable de la película era su elenco, pero enfatizó en los «pésimos» efectos especiales y su «aburrida» trama. Ian Sandwell de Digital Spy también le dio dos estrellas de cinco y aseguró que tras la oleada de críticas que recibió la película debido a su tráiler, Cats es «tan horrorosa, extraña y desconcertante como se esperaba». Sandwell mencionó que la trama carece de tanto sentido que ni siquiera se puede considerar como tal y que los efectos especiales son tan «pésimos» que «parecen filtros de Snapchat». Brian Lowry de CNN expresó que «la magia del musical nunca se materializa en la película» y consideró que «Cats es una experiencia que es mejor olvidar».
Asimismo, Ty Burr escribió para Boston Globe que «cualquier persona que lleve a un niño a ver Cats, le está garantizando largas noches de pesadillas» y que todos desearían «desver» la película. Nicholas Barber de BBC afirmó que Cats carece de momentos que hagan reír o llorar a la audiencia, lo que la hace «poco disfrutable», además que la trama «no tiene sentido en lo absoluto». Justin Chang de Los Angeles Times dijo que «Cats es una prueba de horror de dos horas», la cual está llena de «momentos incómodos y sin sentido». Peter Debruge de la revista Variety afirmó que Cats convierte al musical en una «retorcida película llena de grandes actores con pésimos efectos especiales encima» y destacó que «cualquier buen momento musical que pueda encontrarse, es desgarrado por los números de baile». Debruge también bromeó diciendo que «nueve vidas quizá no sean suficientes para la pena que tendrán que vivir algunos de los actores por haberse involucrado en esta adaptación». Michael Phillips de Chicago Tribune le otorgó cero estrellas de cinco y lo nombró el peor filme del 2019, además de asegurar que todo dentro de la película «se siente forzado, especialmente los efectos especiales».
Por otra parte, Peter Bradshaw de The Guardian le dio una estrella de cinco y afirmó que «la película luce tan horrenda que pareciera que una bomba cayó en Londres y mutó a los seres humanos en gatos digitales». Tim Robey de The Telegraph le otorgó cero estrellas de cinco y dijo que «aún con lo horroroso que fue el tráiler, realmente, nos hicieron muchos favores al haber silenciado el canto, ocultado los números de baile y minimizaron las pésimas actuaciones». John Anderson de The Wall Street Journal describió a Cats como una «bola de pelo artística carente de una historia y rellena de música olvidable». Johnny Oleksinski de New York Post opinó que: «La película de Tom Hooper es un gran error porque se abandonaron los elementos que hicieron del musical algo increíble; música sublime, números de baile cautivadores y una atmósfera desentoxicante. Por favor, borren Cats de mi memoria, La película es un total desastre». Incluso el compositor original del musical, Andrew Lloyd Webber, afirmó que se quedó "totalmente traumatizado" tras ver la adaptación cinematográfica de su obra.
A pesar de las malas críticas en general de la película, la aparición de Taylor Swift como Bombalurina recibió buenos comentarios, con los expertos destacándola como uno de los pocos momentos memorables. Pete Hammond de Deadline Hollywood dijo que Swift «interpreta perfectamente a Bombalurina en su reconocido número de "Macavity", así como en "Beautiful Ghosts"». Asimismo, Guy Lodge expresó a través de Twitter que la aparición de Swift es «lo mejor de la película» y que «fue la única intérprete que de verdad se lució en todos los sentidos con tal solo un número». La escritora Rebecca Lewis también se manifestó a través de Twitter diciendo que la interpretación de Swift es «uno de los pocos momentos genuinamente buenos de la película». Patrick Ryan de USA Today afirmó que «Swift aprovecha cada momento de su corta aparición, trayendo todo el carisma y la vibra felina» y sostuvo que «si hay algo decepcionante de la participación de Swift, es que no es más larga».
Por otra parte, Cats fue incluida en la lista de las diez peores películas del 2019 realizadas por The Hollywood Reporter, Variety, The New York Post y The Telegraph.

## Premios y nominaciones
| Premiación              | Fecha               | Categoría                                  | Nominado por       | Receptor(es)                                            | Resultado | Ref.   |
| ----------------------- | ------------------- | ------------------------------------------ | ------------------ | ------------------------------------------------------- | --------- | ------ |
| Golden Globe Awards     | 5 de enero de 2020  | Mejor Canción Original                     | «Beautiful Ghosts» | Andrew Lloyd Webber Taylor Swift                        | Nominado  | [ 11 ] |
| Golden Raspberry Awards | 16 de marzo de 2020 | Peor Película                              | Cats               | Debra Hayward Tim Bevan Eric Fellner Tom Hooper         | Ganador   | [ 10 ] |
| Golden Raspberry Awards | 16 de marzo de 2020 | Peor Director                              | Cats               | Tom Hooper                                              | Ganador   | [ 10 ] |
| Golden Raspberry Awards | 16 de marzo de 2020 | Peor Actriz                                | Cats               | Francesca Hayward                                       | Nominado  | [ 10 ] |
| Golden Raspberry Awards | 16 de marzo de 2020 | Peor Actor de Reparto                      | Cats               | James Corden                                            | Ganador   | [ 10 ] |
| Golden Raspberry Awards | 16 de marzo de 2020 | Peor Actriz de Reparto                     | Cats               | Judi Dench                                              | Nominado  | [ 10 ] |
| Golden Raspberry Awards | 16 de marzo de 2020 | Peor Actriz de Reparto                     | Cats               | Rebel Wilson                                            | Ganador   | [ 10 ] |
| Golden Raspberry Awards | 16 de marzo de 2020 | Peor Dúo en Pantalla                       | Cats               | Jason Derulo y su bulto alterado por computadora        | Nominado  | [ 10 ] |
| Golden Raspberry Awards | 16 de marzo de 2020 | Peor Dúo en Pantalla                       | Cats               | Cualquier personaje de Cats mitad humano y mitad felino | Ganador   | [ 10 ] |
| Golden Raspberry Awards | 16 de marzo de 2020 | Peor Guion                                 | Cats               | Lee Hall Tom Hooper                                     | Ganador   | [ 10 ] |
| Grammy Awards           | 14 de marzo de 2021 | Mejor Canción Escrita para Medios Visuales | «Beautiful Ghosts» | Andrew Lloyd Webber Taylor Swift                        | Nominado  | [ 62 ] |